# Bernadeinkopf
Le Bernadeinkopf est une montagne d'une altitude de 2 143 m dans le massif alpin du Wetterstein, en Allemagne. Il est connu pour la via ferrata nommée Mauerlaufensteig, qui traverse sa face nord.

## Géographie

### Situation
Le Bernadeinkopf se trouve à l'est sous la crête orientale de l'Alpspitze, qui se poursuit plus à l'est dans le Bernadeinwänden. Alors que le côté nord est caractérisé par des falaises abruptes, le Bernadeinkopf est relativement plat du côté sud et tombe avec des pentes modérées jusqu'au Stuibensee.

## Ascension
Un sentier alpin appelé Schöngang mène à travers la face nord escarpée. Le versant sud de la montagne au-dessus du Stuibensee est également accessible par des sentiers de randonnée. Depuis le sud, le Bernadeinkopf peut également être escaladé en ski de randonnée en hiver.
Le Mauerlaufensteig est une via ferrata de niveaux de difficulté D à E ouvert à l'été 2009. Il débouche presque à la verticale d'environ 1 900 m au pied de la face nord du Bernadein sur environ 400 m de dénivelé positif jusqu'au sommet du Bernadeinkopf. La montée se gère presque sans points d'appui artificiels. 400 m de câble d'acier sont parfois tendus tellement loin devant le rocher que l'effet de surplomb est créé. La via ferrata fut construite pour le compte de la Bayerische Zugspitzbahn Bergbahn (de), dont la station de montagne sur l'Osterfelderkopf est accessible en une demi-heure. Pour revenir du sommet du Bernadeinkopf, on peut choisir le Nordwandsteig ou regagner l'Osterfelderkopf par les éboulis des Schöngänge (de).